# Sint-Trudokerk (Herpt)
De Sint-Trudokerk was de historische kerk van Herpt in de Noord-Brabantse gemeente Heusden, gelegen aan de huidige Burgemeester Buijsstraat.

## Geschiedenis
De Sint-Trudokerk was oorspronkelijk een katholieke kerk. Het was een gotisch kerkje dat een romaans kerkje als voorganger had en waarvan de toren bleef bewaard. In 1589 werd Heusden belegerd door de Spaansgezinde graaf van Mansfeld en werd de kerk als uitzichtpost gebruikt, waarbij hij zwaar beschadigd werd door het Heusdense geschut. Pas in 1610 konden koor en toren worden hersteld teneinde er protestantse diensten te houden. In 1809 eisten de katholieken de kerk terug, maar dit werd niet gehonoreerd. De toren werd echter eigendom van de burgerlijke gemeente en diende civiele en militaire doelen. In 1944 echter werd de toren door de vluchtende bezetter opgeblazen waardoor de hele kerk werd verwoest.
Herbouw vond niet meer plaats. De kleine protestantse gemeente van Herpt werd samengevoegd met die van Heusden. Wel werd in 1952 archeologisch onderzoek uitgevoerd waaruit bleek dat de kerk was gebouwd op een in de 10e eeuw opgeworpen terp. Er werden fundamenten van de vroegere romaanse kerk gevonden en ook werden graven aangetroffen alsmede sporen van 9e-eeuwse bewoning.
De contouren van de voormalige kerk werden ter plaatse aangegeven.